# Saison 2017 des Browns de Cleveland
 (novembre 2017).
Si vous disposez d'ouvrages ou d'articles de référence ou si vous connaissez des sites web de qualité traitant du thème abordé ici, merci de compléter l'article en donnant les références utiles à sa vérifiabilité et en les liant à la section « Notes et références ».
Chronologie
Précédent Suivant
La saison 2017 des Browns de Cleveland est la 69e saison de cette franchise de sport professionnel américain, la 65e comme membre de la NFL. Il s'agit de la seconde saison du duo président-coach Sashi Brown - Hue Jackson. Leur première saison s'était soldée par un bilan catastrophique de 1 victoire pour 15 défaites, la pire saison de l'histoire de la franchise. Toutefois un nouvel état d'esprit a été instauré dans le vestiaire et les joueurs se sont battus sur le terrain toute la saison.

## Présaison

### La draft
Les Browns choisissent en premier et sélectionnent le phénomène Myles Garrett. Doté d'un énorme potentiel, le défensive-end fera du bien à la ligne défensive. Autre choix du premier tour, le Safety Jabrill Peppers apportera sa polyvalence car il est également en mesure de jouer linebacker.
Deux autres joueurs à fort potentiel sont ensuite sélectionnés, il s'agit de David Njoku (TE) et du quaterback DeShone Kizer.

### La free agency
Les Browns font une belle opération en récupérant le guard Kevin Zeitler à leurs rivaux des Bengals. Le centre JC Tretter vient également renforcé la ligne offensive.
Côté défense, Cleveland resigne Jamie Collins à prix d'or et Jason McCourty devrait être titularisé comme cornerback.

### Les prévisions de début de saison[1]
Le point fort des Browns devrait être comme la saison passée la ligne offensive avec notamment sur la gauche le duo Joe Thomas-Joel Bitonio. Mais derrière cette ligne règne la plus grosse incertitude quant au nom du quaterback. Le choix se fera entre Cody Kessler, titulaire en 2016 mais une qualité de bras en dessous de la moyenne, le médiocre Brock Osweiler arrivé de Houston cet été, et le rookie DeShone Kizer qui devra s'adapter à la NFL.
En défense, Myles Garrett devra aider un pass rush déficient la saison précédente. Les jeunes Emmanuel Ogbah, Danny Shelton et Carl Nassib devront poursuivre leur progression.
En résumé l'ensemble est jeune mais semble en mesure d'améliorer le bilan désastreux de 2016.

### Matchs de pré-saison
| Semaine | Date         | Adversaire                    | Résultat | Bilan | Stade                 | Résumé nfl.com |
| ------- | ------------ | ----------------------------- | -------- | ----- | --------------------- | -------------- |
| 1       | 10 août 2017 | Saints de la Nouvelle-Orléans | W 20–14  | 1–0   | FirstEnergy Stadium   | Résumé         |
| 2       | 21 août 2017 | Giants de New York            | W 10–6   | 2–0   | FirstEnergy Stadium   | Résumé         |
| 3       | 26 août 2017 | at Buccaneers de Tampa Bay    | W 13–9   | 3–0   | Raymond James Stadium | Résumé         |
| 4       | 31 août 2017 | at Bears de Chicago           | W 25–0   | 4–0   | Soldier Field         | Résumé         |